# Asuka-dera

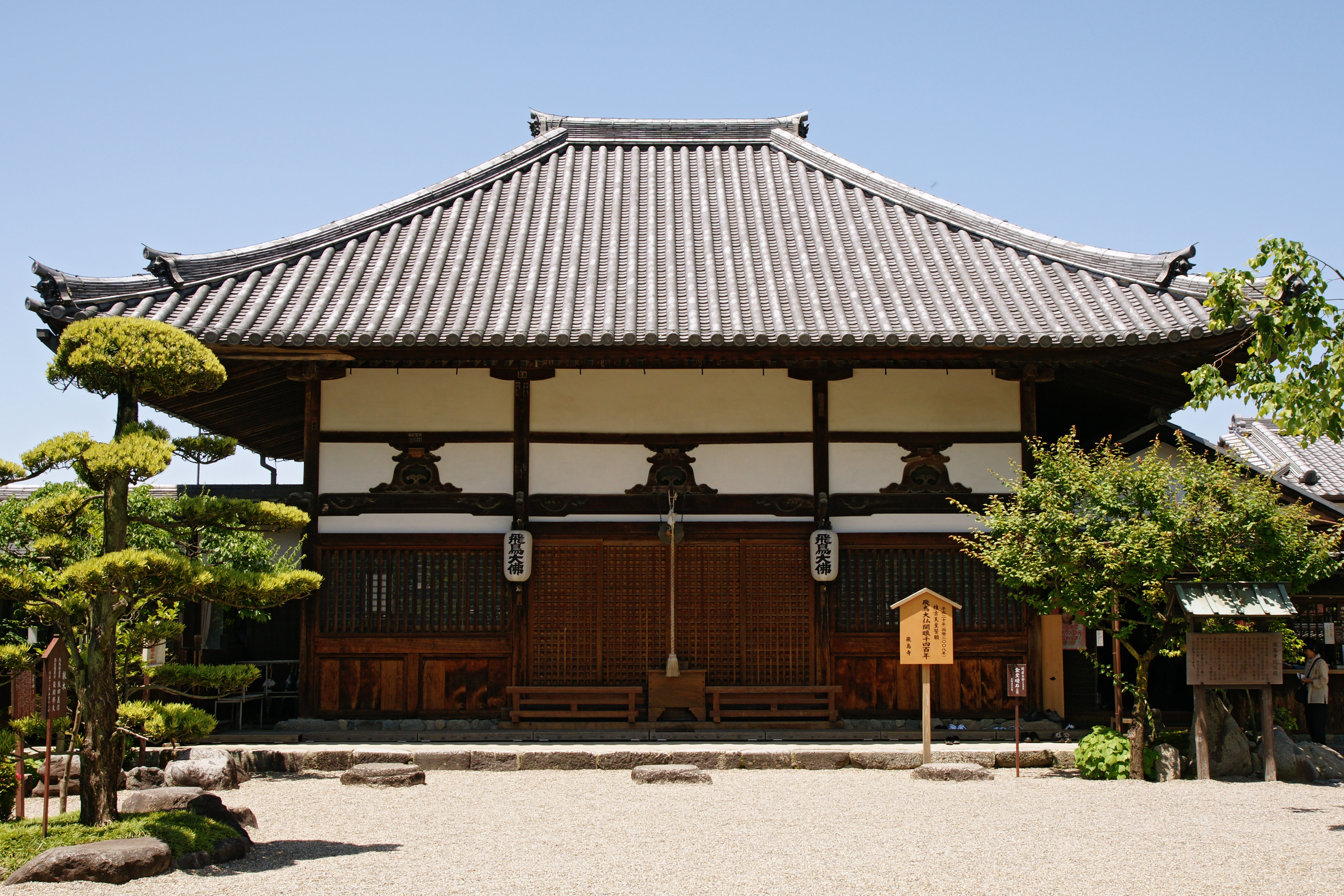
Der Tempel

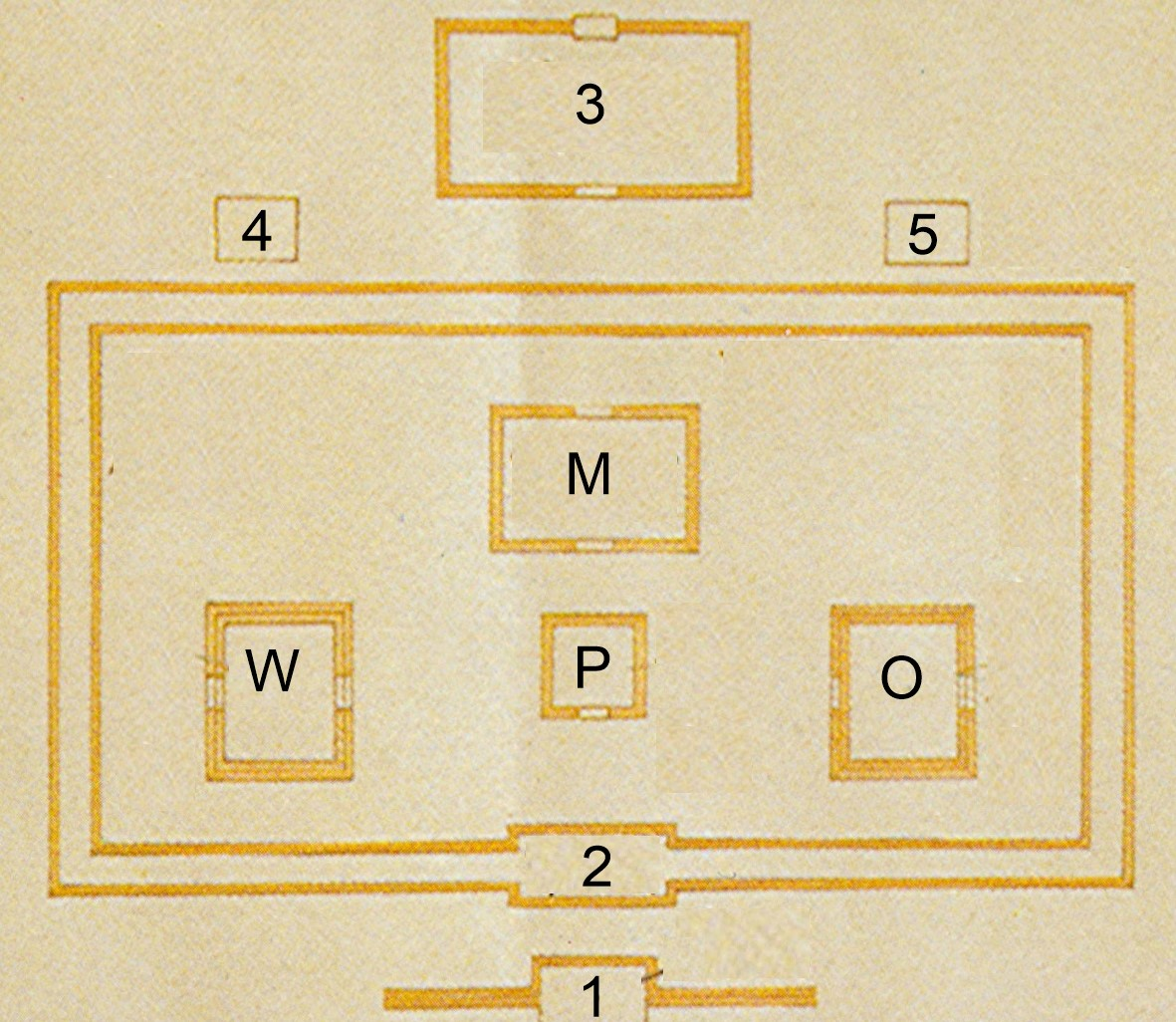
Die ursprüngliche Tempelanlage (s. Text)

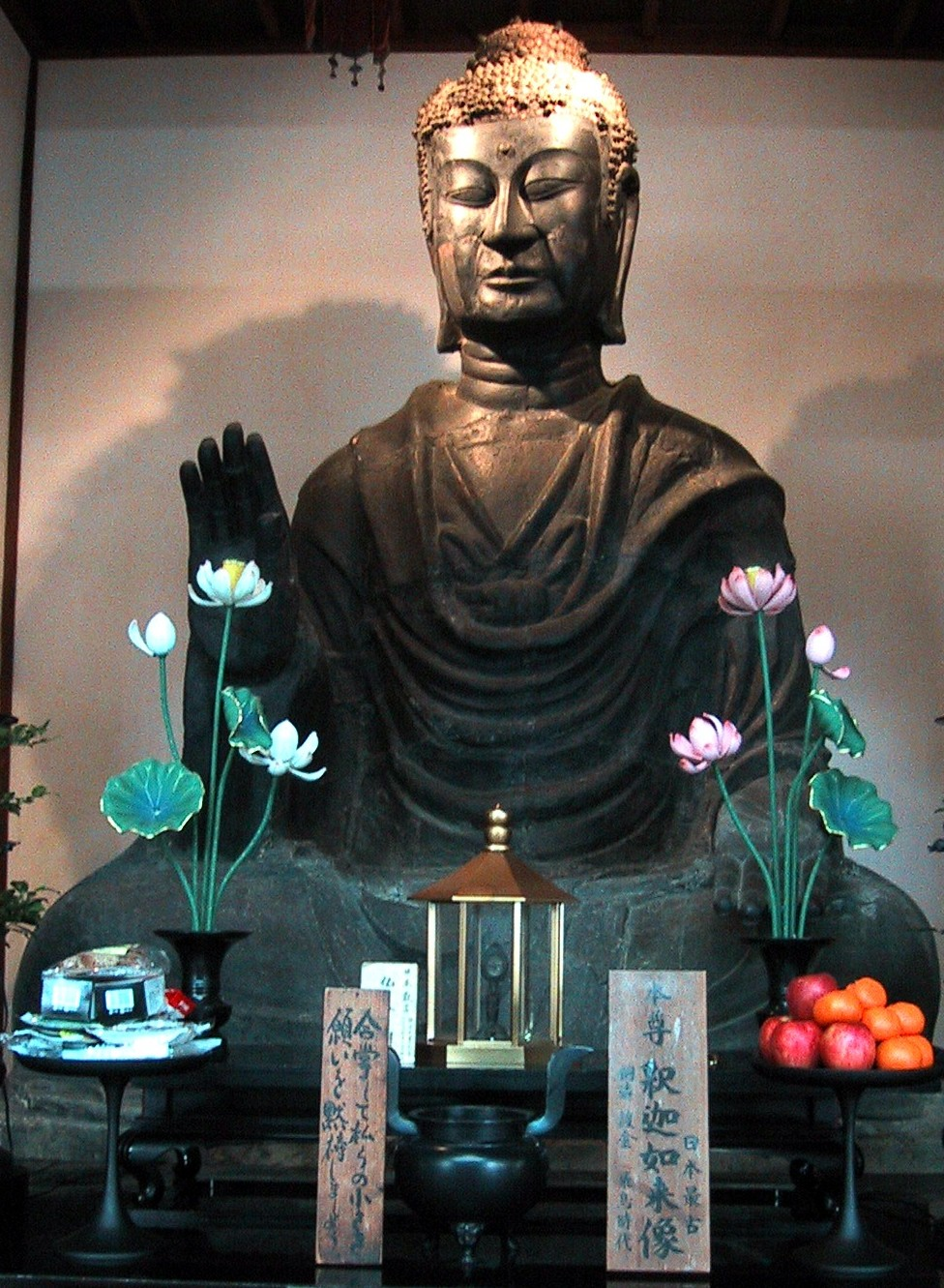
Großer Buddha

Der Asuka-dera (japanisch 飛鳥寺) ist ein buddhistischer Tempel in Asuka, Präfektur Nara, einer frühen Hauptstadt Japans. Der Tempel gehört dem Buzan-Zweig des Shingon-Buddhismus an.

## Geschichte
Der Tempel wurde im ersten Regierungsjahr des Sushun-Tennō im Jahre 588 von Soga no Umako (?–626) erbeten und unter der nachfolgenden Kaiserin Suiko 596 erbaut und ist damit der älteste Tempel Japans. Der Tempel führt verschiedene Namen wie Hokkō-ji, Gangō-ji, Asuka-dera, gegenwärtig heißt er auch Ankyō-in. Aus Grabungen aus dem Jahr 1956 geht hervor, dass zur Zeit der Entstehung eine Pagode (P) den Mittelpunkt des inneren Tempelbezirks bildete, die von drei Haupthallen (kondō) umgeben war, jeweils eine im Norden (N), Osten (O) und Westen (W). Diese zentrale Anlage war von einem Umgang umgeben, der sich im Süden durch das Mittlere Tor (2) öffnete. Vor dem Mittleren Tor befand sich das Südtor (1), im Norden, außerhalb des Umgangs, befanden sich die Lehrhalle (kōdō, 3), der Glockenturm (shōrō, 4) und der Sutren-Speicher (kyōzō, 4).
Verehrt wird der Asuka-Buddha (Asuka daibutsu) in der Gestalt des Shaka-nyōrai. Er soll eine Stiftung der Kaiserin Suiko aus dem Jahre 606 sein und vom ersten Schöpfer buddhistischer Skulpturen in Japan, Kuratsukuri no Tori, geschaffen sein.
Die alte Tempelanlage brannte 887 und 1196 ab und verfiel dann in der Muromachi-Zeit. 1632 und dann 1826 wurde die Tempelanlage erneuert. Auf dem Tempelgelände gibt es einen Glockenturm, eine Kannon-Halle, Gedichts-Steine, Steinlaternen aus der Namboku-Zeit, Wegemarken und anderes.
Der Tempel ist No. 9 am Neuen Saigoku-Pilgerweg und No. 11 der Tempel, in denen Shōtoku Taishi verehrt wird.

## Weitere Tempelschätze
- Amida Nyorai, (Fujiuwara-Zeit).
- Bildnis Shōtoku Taishi, (Muromachi-Zeit).
- Jinja taishō, (Fujiwara-Zeit).
- Fudō Myōō, (Muromachi-Zeit).
- Bildnis Kōbō daishis, (Muromachi-Zeit).
- Kannon bosatsu.